# Mértani formába zárt dísz
Mértani formába zárt dísz
A mértani formába zárt díszben a növényi és/vagy állati formák valamilyen mértani idomba (négyszög, kör, spirál) vannak foglalva, amelyhez gyakran szervesen kapcsolódnak. A legtöbb ornamentum mértani formába zárt dísznek minősül.